# Václav Vávra (herec)
Václav Vávra, křtěný Václav Vincenc (26. srpna 1854 Praha – 21. března 1922 Brno), byl český herec.

## Život
Narodil se v Praze v zámožné pražské rodině mlynáře Jana Vávry a jeho ženy Kateřiny Babánkové. Žil v početné rodině, měl pět bratrů, Antonína (1847–1932) pěvce ND, Františka (1848–?) a Karla (1852–1897), kteří pokračovali v rodinné tradici mlynářské, Otakara (1853–?) a Jana (1861–1932) herce ND. Podobně jako jeho bratři tíhl k divadelnímu umění. Jeho divadelní dráha byla však krátká a tvořila v jeho životě jen epizodu. Od podzimu roku 1880 působil v pražském Prozatímním divadle a v letech 1881–1884 hrál v Národním divadle, kde však vystupoval jen v menších rolích. V letech 1882–1883 hostoval v Plzni a následně byl angažován v divadle v Brně (1885–1886). V květnu roku 1884 se oženil s Karolínou Kasíkovou. V roce 1886 měl být členem a zároveň financovat "Vojanův soubor" v Plzni, ale pomoc odřekl a z projektu sešlo. Jeho poslední angažmá bylo opět v divadle v Brně (1888–1889). Poté profesně působil jako stavební rada královského hlavního města Prahy. Zemřel v Brně 21. března 1922.

## Významné role na scéně Národního divadla v Praze
- 1881 v roli Diviše Bořka z Miletínka ve hře V. Vlčka Lipany
  - v roli Jáchyma Ondřeje Šlika ve hře J. J. Kolára Smiřičtí
- 1883–1884 v roli Viléma Zajíce z Valdeka ve hře V. Vlčka Eliška Přemyslovna
  - v roli Barova ve hře V. Sardou Fedora
  - v roli Menharda z Hradce ve hře J. J. Kolára Královna Barbora
  - v roli Františka de Paula ve hře J. F. C. Delavigna Ludvík XI.
  - v roli Rosse ve hře W. Shakespeara Macbeth
  - v roli Havelky ve hře F. A. Šuberta Probuzenci
  - v roli Vojína královského ve hře B. Adámka Salomena
  - v roli Stratesa ve hře J. Vrchlického Smrt Odyssea
  - v roli Virota ve hře É. Paillerona Svět nudy
  - v roli Barona Jindřicha Sokolov-Rodovského ve hře dle předlohy F. V. Jeřábka Prusové v Čechách roku 1757 a Syn člověka
  - v roli Jana z Rabštejna ve hře F. V. Jeřábka Závisť